# دانيال ليو سيمبسون
دانيال ليو سيمبسون (بالإنجليزية: Daniel Léo Simpson)‏ هو ملحن أمريكي، ولد في 28 ديسمبر 1959.

## وصلات خارجية
- الموقع الرسمي